# Manuel Kamytzès
Manuel Kamytzès (nom complet Manuel Kamytzès Comnène Ange Doukas, en grec : Μανουήλ Καμύτζης Κομνηνός Δούκας Ἄγγελος, vers 1150-après 1202) est un général byzantin actif à la fin du XIIe siècle, qui conduit une rébellion infructueuse en 1201-1202 contre l'empereur Alexis III Ange.
C'est un membre de la haute aristocratie byzantine et un cousin des empereurs Isaac II Ange et Alexis III. Il sert comme général en chef dans les Balkans avec le rang de protostrator, de 1185-1186 à 1199. Sous les ordres d'Isaac II, il combat une invasion normande en 1185 et réprime le soulèvement d'Alexis Branas en 1186-1187. Kamytzès mène ensuite deux campagnes contre la rébellion des Bulgares au nord des Balkans. En 1189, il est confronté à l'arrivée de la troisième croisade conduite par l'empereur Frédéric Ier Barberousse, avec qui des affrontements éclatent sporadiquement.
Sous Alexis III, il mène une campagne infructueuse contre le rebelle bulgare Ivanko en 1197. Au début de l'année 1199, Alexis III tombe gravement malade et Kamytzès, parent de l'empereur, fait figure de prétendant potentiel et commence à se positionner. Plus tard dans l'année, il est fait prisonnier par Ivanko et l'empereur refuse de payer la rançon, allant jusqu'à confisquer ses terres et emprisonner sa famille. Furieux, Kamytzès rejoint son beau-fils, Dobromir Chrysos, dans une rébellion en 1201. Il prend la Thessalie mais est lâché par Chrysos et vaincu par les troupes impériales en 1202. Il fuit probablement en Bulgarie où il meurt à une date inconnue.

## Origines
Né vers 1150, Manuel Kamytzès est le fils de Constantin Kamytzès et de Marie Ange Comnène. Par sa mère, il hérite des noms prestigieux des Ange des Comnènes et des Doukas, parmi les principales familles de l'Empire. Dans le seul sceau portant son nom qui a été retrouvé, il utilise uniquement les noms de Kamytzès et de Comnènodoukas.
Le père de Manuel, issu de la famille des Kamytzès, est connu uniquement au travers d'élégies funéraires des poètes de cour Théodore Prodrome et Manganeios Prodrome, qui louent en lui un général réputé, la « pointe de diamant de la jeune Rome » et rapportent qu'il a atteint le rang de pansebastos sebastos. Sa  mère est la première enfant de Constantin Ange, fondateur de la famille des Anges et sa grand-mère maternelle, Théodora, est une princesse née dans la pourpre puisqu'elle est la fille d'Alexis Ier Comnène (1081-1116). Les frères et sœurs de Manuel n'ont pas laissé de trace dans l'histoire.

## Carrière
Manuel Kamytzès apparaît pour la première fois dans les sources en 1185, à l'occasion du règne d'Andronic Ier Comnène (1183-1185), un de ses cousins. Selon un court texte de l'archevêque Eustathe de Thessalonique, Kamytzès participe comme officier à la campagne contre les Normands qui assiègent Thessalonique en 1185.

### Sous Isaac II
En 1185, Isaac II Ange, un autre de ses cousins, s'empare du trône et Kamytzès reçoit le titre de protostrator, réservé aux plus hauts membres de l'aristocratie, dont les liens de parenté avec l'empereur sont élevés. Kamytzès joue un rôle important dans la répression de la révolte d'Alexis Branas en 1186-1187, avec qui il a toujours entretenu une rivalité à la cour impériale. Si l'armée loyaliste est dirigée par Conrad de Montferrat, Manuel Kamytzès commande l'aile gauche qui prend le dessus sur l'armée d'Alexis Branas, lequel meurt au cours de la bataille devant les murailles de Constantinople.
En septembre 1187, Isaac II est confronté au soulèvement des Bulgares et des Valaques, sous la conduite de Pierre et d'Ivan. Avec l'aide des Coumans, ils se sont emparés du nord des Balkans. À Lardeas, les Byzantins rencontrent une force de 6 000 Coumans. Dans la bataille qui s'ensuit, lors de laquelle Manuel dirige l'un des détachements impériaux, les Coumans sont mis en déroute et faits prisonniers. 
En 1189, Frédéric Barberousse se lance dans la troisième Croisade et doit traverser l'Empire pour atteindre les États latins d'Orient. Kamytzès et Alexis Gidos, le domestique d'Occident, doivent accompagner les troupes germaniques et s'assurer qu'elles ne commettent pas de débordements sur leur trajet,. Quand Barberousse prend Philippopolis, il envoie un message à Kamytzès dans lequel il l'assure de ses bonnes intentions, ne cherchant qu'à traverser pacifiquement les terres de l'Empire. Kamytzès le fait suivre à l'empereur, qui craint que le souverain germanique ne profite de la situation pour marcher sur Constantinople pour le déposer. Il blâme Manuel pour sa passivité et lui ordonne de s'opposer aux hommes de Frédéric Barberousse. Avec 2 000 archers de cavalerie, il tend une embuscade au train de ravitaillement de l'armée germanique vers le 22 novembre 1189. Rapidement, des habitants arméniens de la forteresse de Prousenos informent l'empereur germanique de l'événement et lui indiquent l'endroit où Kamytzès a installé son camp. Les Germains mobilisent 5 000 cavaliers qui défont facilement les Byzantins. Selon l'historien Nicétas Choniatès, alors gouverneur de Philippopolis, Kamytzès est contraint de se replier jusqu'à Ohrid, non sans abandonner ses hommes durant la retraite.
En 1190, Kamytzès prend part à une autre campagne contre les rebelles bulgares dans les Balkans. Aux côtés d'Isaac Comnène Vatatzès, il commande l'avant-garde de l'armée impériale, tandis qu'Isaac II et son frère Alexis (le futur Alexis III Ange) dirigent le centre de l'armée. Au cours de leur retraite à travers une étroite passe montagneuse, les Bulgares laissent d'abord l'avant-garde byzantine traverser avant de s'attaquer au gros de l'armée impériale, qui cède à la panique et s'enfuit,.

### Sous Alexis III
Nous ne savons rien des activités de Kamytzès jusqu'à la chute d'Isaac II en 1195. Rien n'indique en tout cas qu'il ait eu un rôle dans cet événement, mais il conserve son poste sous Alexis III et participe à la cérémonie de couronnement du nouveau souverain. Conformément au protocole, c'est lui, en tant que protostrator, qui tient les rênes du cheval impérial.
En 1196, il intervient de nouveau dans les Balkans, alors qu'Ivanko vient d'assassiner le chef de la rébellion bulgare, Asen. Bientôt, il s'empare de Tarnovo, capitale de la Bulgarie, avant de faire face à Pierre, le frère d'Asen. Il se tourne alors vers Alexis III à qui il réclame de l'aide. Ce dernier ne souhaite pas quitter la capitale et envoie Kamytzès à sa place. Alors qu'il traverse la Mésie le long du Danube, son armée se mutine face au risque d'un nouvel affrontement avec les Bulgares, dont les résultats récents ont rarement été à l'avantage des Byzantins. Kamytzès est alors contraint de se replier. Sans renforts, Ivanko doit abandonner Tarnovo où Pierre devient le chef incontesté des Bulgares. Ivanko doit fuir à la cour de l'empereur Alexis, avant de recevoir pour mission de défendre Philippopolis contre Pierre.
Au printemps 1197, Alexis III cherche à réduire la principauté que s'est forgée Dobromir Chrysos, neveu de Pierre et Asen, autour des forteresses de Stroumitsa et Prosek. Cependant, il échoue à prendre cette dernière par la force et convient d'un accord, par lequel Dobromir Chrysos reconnaît la suzeraineté de l'empereur en échange d'une nouvelle femme. En l'occurrence, il s'agit de la fille de Kamytzès, contrainte de divorcer de son premier mari pour cette union.
En 1199, Alexis III tombe gravement malade, ce qui agite la cour au sujet de sa succession. L'empereur n'a que deux filles dont les maris, Andronic Kontostéphanos et Isaac Vatatzès, sont déjà morts, ne laissant aucun prétendant désigné. De ce fait, plusieurs candidats peuvent espérer s'asseoir sur le trône, dont Kamytzès, qui appartient à la famille élargie d'Alexis III. Quant aux trois frères de l'empereur, Constantin, Jean et Théodore, ils ont été aveuglés sous Andronic Ier, les rendant inéligibles à la fonction impériale. Ils prennent alors parti pour chacun de leur fils. Finalement, en février 1199, Alexis fait remarier ses deux filles avec deux aristocrates : Alexis Paléologue, devenu l'héritier présomptif, et le futur Théodore Ier Lascaris, fondateur de l'Empire de Nicée.
Plus tard dans l'année, Ivanko se rebelle contre l'autorité byzantine. Alexis envoie à nouveau Kamytzès, avec ses deux nouveaux beaux-fils mais ils ne parviennent pas à s'emparer du Bulgare, qui s'enfuit dans les montagnes. Les Byzantins, réticents à s'engager dans ce terrain dangereux, préfèrent réduire une à une les forteresses de la région de Philippopolis, en commençant par Kritzimos. Elles se rendent soit par la force, soit en capitulant mais Ivanko ne tarde pas à tendre un piège à Kamytzès. Il demande à ses hommes de réunir du bétail et des prisonniers de guerre, qui sont avancés dans une vallée pour laisser croire à une sorte de tribut pour son allié, le tsar bulgare Kaloyan. Dès qu'il l'apprend, Kamytzès se précipite pour s'emparer du butin. Mais alors que ses hommes sont dispersés, Ivanko attaque et met en déroute les Byzantins, capturant Kamytzès. C'est un coup dur pour les armées impériales, démoralisées par ce nouvel échec, qui permet à Ivanko d'étendre sa domination vers sud et les régions de Smolyan, Mosynopolis et du massif du Pangée.

### Emprisonnement et rébellion

Carte de la Macédoine, où Manuel Kamytzès a mené plusieurs campagnes puis s'est rebellé.

Alors que Kamytzès croupit en prison, l'empereur Alexis III ne semble pas vouloir le faire libérer. C'est en tout cas ce qui transparaît de la chronique de Nicétas Choniatès, qui précise qu'il saisit ses terres et emprisonne sa femme et son fils, sans raison claire. Kamytzès envoie une lettre à son souverain le priant de payer une rançon, sans résultat. Après un an de captivité, il décide de se tourner vers son beau-fils, Dobromir Chrysos. Celui-ci accepte d'acheter sa liberté pour 64 kilos d'or. De nouveau, il écrit à Alexis III, lui demandant de rembourser Chrysos sur sa fortune confisquée mais l'empereur lui rétorque qu'il a fait la balance entre Manuel Kamytzès et ses richesses, et qu'il préfère conserver celles-ci.
Kamytzès réagit vivement et s'allie avec Chrysos pour attaquer les provinces byzantines voisines. Selon Choniatès, il prend Pélagonia et Prilep avant de traverser la vallée de Tempe pour occuper la Thessalie. Partout dans l'Empire, des soulèvements éclatent, avec la rébellion de Léon Sgouros dans le Péloponnèse et celle du gouverneur (doux) de Smolyan, Jean Spyridonakès.
Si Spyridonakès est rapidement vaincu par Alexis Paléologue, la révolte de Kamytzès est un défi d'une autre ampleur. Si les troupes du parakimomène Jean Oinopolitès semblent avoir obtenu quelques succès, Alexis III est malgré tout contraint de partir en campagne en personne, puis de passer à la voie diplomatique. Il offre à Chrysos, qui doit donc divorcer de la fille de Kamytzès, la main de sa petite-fille, Théodora. En échange, le rebelle bulgare rend Pélagonia et Prilep à l'Empire.
En parallèle, Oinopolitès se rend en Thessalie pour offrir un pardon impérial à Kamytzès et une restauration de son ancien rang. Le représentant d'Alexis essuie un refus et l'armée impériale doit envahir la Thessalie. L'armée de Kamytzès est vaincue et lui-même est blessé à la jambe avant de fuir le champ de bataille. Il se rend d'abord dans la forteresse de Stanos (probablement Asenovgrad aujourd'hui) mais, toujours poursuivi, il doit rapidement la fuir. C'est à ce stade de son existence qu'il disparaît des sources, probablement après avoir trouvé refuge auprès de Kaloyan, tout comme Spyridonakès avant lui.